# William Wallace (lovag)
Sir William Wallace (Elderslie, 1270 körül – London, 1305. augusztus 23.) skót lovag, aki országa parasztjait szabadságharcba vezette az angol elnyomás ellen, I. Eduárd angol király uralma alatt, a skót függetlenségi harcok jelentős időszakában. Ő ihlette meg a trubadúr Blind (Vak) Harryt a „Sir William Wallace, Elderslie lovagjának tettei és cselekedetei” megéneklésére, melyből sok népszerű elgondolás született Wallace kinézetéről.

## Eredet
A néphagyomány Wallace-t gyakran „a köznépből valónak” írja le, szembeállítva földijével, Robert a Bruce-szal, aki a felsőbb körökből származott. Sokkal valószínűbb, hogy Wallace családja köznemesi származású volt, s Richard Wallace-tól, a walesitől eredt, aki földbirtokos volt a Stuart-ház első tagjainak korában, amely később Skócia királyi háza lett.
Míg egyesek úgy gondolják, hogy Wallace 1270 körül született, addig a 16. századi mű, a History of William Wallace and Scottish Affairs (William Wallace és a skót lázadások története) 1276-ra teszi születésének évét. 
Meggyőző bizonyítékok hiányában születése idejéről és helyéről viták folynak. A hagyomány William Wallace születési helyét Elderslie-be, a Renfrewshire megyei Paisley közelében fekvő helységbe teszi; habár valószínűbb, hogy az Ellerslie közelében, pontosan Ayrshire-beli Kilmarnock melletti Riccartonban van. Az elderslie-i eredet alátámasztására néhányan azt vetik fel, hogy William apja, Malcolm Wallace of Elderslie, James the Steward lovagja és vazallusa volt, éppen Riccartonból, az ayrshire-i Loudoun közeléből jött. Szintén erős családi kötelékek fűzték a Kilmarnock délkeleti részén lévő Craigie-kastélyhoz. Wallace korai cselekedetei közül néhány Ayrshire-ben történt, és az angol katonákkal történt halfogó verseny helyi hagyománya is azt mondja, hogy nem Lanarkban, hanem Riccarton nyugati részén, a „Bickeringi bozótos” néven ismert helyen esett meg.
Ezzel ellentétben az elderslie-i eredet mellett szól, hogy Ellerslie egy hajdani bányászfalu, csak a 19. századtól ismert, és korábban Elderslie-nek hívták. Wallace első ismert tette Lanarkban történt, mely sem Elderslie-hez, sem Ellerslie-hez nincs közel, ahonnan ezután Ayrshire-be ment, hogy összegyűjtsön néhány skót nemest, akik az angolok ellen harcoltak Irvine-nél.
William Wallace pecsétjének 1999-es újra-felfedezése tovább bonyolítja Wallace korai életének rejtélyét. Míg a néphagyomány Sir Malcolm Wallace of Elderslie-t három fiú apjának tartja, név szerint Malcolm, John, és William Wallace, a pecsét Williamet Alan Wallace of Ayrshire fiaként azonosítja, aki az 1296-os Ragman Rollnál is megjelent, „Ayrshire koronájának birtokosaként”. Dr. Fiona Watson az "A Report into Sir William Wallace's connections with Ayrshire" (Beszámoló Sir William Wallace kapcsolatairól Ayrshire-rel) című 1999 márciusában publikált cikkében újra áttekinti William Wallace korai életét és megállapítja, hogy „Sir William Wallace kisebbik fia volt Alan Wallace-nak, aki az ayrshire-i korona birtokosa”. Andrew Fisher történész, a William Wallace (2002) mű szerzője írja, „Ha Alan of the Ragman Roll valóban a hazafi apja volt, akkor a jelenlegi érvelés inkább Ayrshire mellett szól, mint a Wallace-hez felállított renfrewshire-i eredet”.
Wallace franciául és latinul is tanult a két nagybátyjától, akik papok voltak. Blind Harry nem említi Wallace eltávozását Skóciából, vagy hogy Wallace harcolni tanult volna 1297 előtt. Egy 1296. augusztusi feljegyzés említi: „egy tolvaj, az egyetlen William le Waleys” Perthben.

## Skócia Wallace idejében

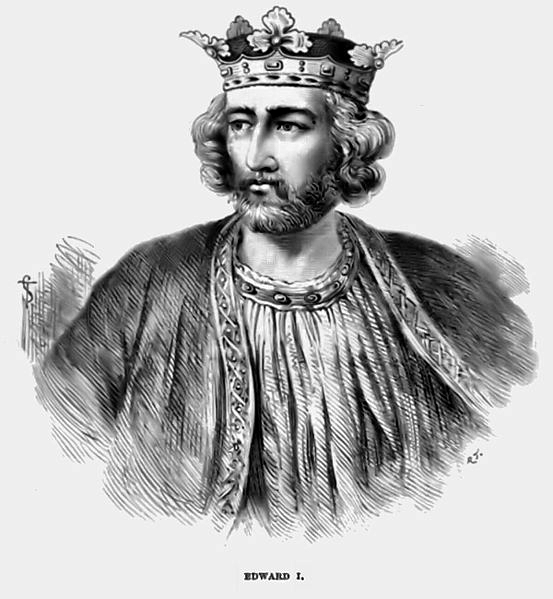
I. Eduárd angol király

Abban az időben, amikor Wallace megszületett III. Sándor király uralkodott Skócia felett több mint húsz évig. Uralkodását béke és gazdasági stabilitás övezte, és sikeresen hárította el a folyamatosan hűbéri uralmat követelő angolokat. 1286-ban Sándor leesett a lováról, és meghalt; a gyermekei sem élték túl. A skót nemesek Sándor négy éves unokáját, Margitot tették meg királynőnek („Norvégia menyasszonyának” hívták). Margit fiatal kora miatt a nemesek ideiglenes kormányt alakítottak Skócia kézben tartására, amíg a királynő eléri a megfelelő kort. I. Eduárd angol király kihasználva ezt a pillanatnyi megingást, megkötötte a lordokkal a birghami szerződést, eljegyeztette Margitot fiával II. Eduárddal, annak fejében, hogy megígérte, Skócia különálló nemzetként megőrzi státuszát. Ám Margit 8 évesen, 1290-ben belehalt egy betegségbe, miközben szülőhazájából Norvégiából Skóciába tartott. Számos, a skót trónra igényt tartó nemes jelentkezett azonnal.
A népi hiedelemmel ellentétben John Balliol volt a trón jogos örököse. Azonban a skótok úgy vélték, hogy független választóbírónak kell meghoznia a rendeletet – így elkerülik a vádaskodást. A skótok meghívták I. Eduárdot, Anglia királyát, hogy döntsön a király kilétéről. Ahelyett, hogy független választóbíróként járt volna el, hatalmas haddal érkezett az angol-skót határra és kijelentette, hogy hűbérúrként jött eldönteni a vitát a vazallus államban, ráerőltetve minden királyjelöltre, hogy tegyenek neki hűbéresküt. Miután minden követelést meghallgatott, Eduárd 1292-ben Balliolt emelte uralomra afölött a föld fölött, amelyet ő „Skócia vazallus államának” nevezett. 1296 márciusában, Balliol megtette hűbéresküjét Eduárdnak és a hónap végén Eduárd megrohamozta Berwick-upon-Tweedet, kifosztva a skót határvárost, rengeteg vért ontván. Majdnem mindenkit elfogott, aki ott tartózkodott, még ha a templomokba menekültek is. VIII. Bonifác pápa ebben az időben székhelyét az Eduárd által uralt Gasconyban foglalta el, és aki cselekedeteiért kitüntetést kapott. Áprilisban legyőzte a skótokat a dunbari csatában, (1296) Lothianben, és júliusra rábírta Balliolt, hogy mondjon le a Kincardine kastélyról. Eduárd augusztusban Berwickbe ment, hogy hivatalosan fogadja 2000 skót nemes hűbéresküjét (lásd: Ragman Roll), előtte elhurcolta a Végzet Kövét a scone-i palotából, azt a követ, melyen a skótok összes királyát megkoronázták.

## Wallace harca elkezdődik
A helyi ayrshire-i legenda szerint két angol katona megmérkőzött Wallace-szal a lanarki piacon, bizonyítva halfogó tudományát. A fogadás verekedésbe torkollott, amelyben a két katonát megölték. Röviddel ezután a törvényhozók kiadták a parancsot elfogására. Nem tudni, hogy igaz-e a történet, de tény, hogy Wallace mindig is gyűlölte az angolokat.
Wallace meggyilkolta Sir William Heselriget, a lanarki angol főispánt, 1297 májusában és feldarabolta holttestét, feltételezhetően megbosszulva lamingtoni Marion Braidfute halálát – Wallace állítólag udvarolt a fiatal lánynak és el is vette, Blind Harry történetében. Ám nincs bizonyíték erre. Hamarosan győzelmet aratott a Loudoun Hillnél (az ayrshire-i Darvel közelében) és Ayrnél. Scone-ban harcolt Sir William Douglas oldalán, megfutamítva a legmagasabb rangú angol törvényhozó személyt, William Ormesbyt. A növekvő ellenállás támogatóit főként az tüzelte fel, hogy a skót nemesek egyezményt kötöttek az angolokkal Irvine-nél, júliusban. Augusztusban Wallace elhagyta Selkirk Forestet, hogy egyesítse Andrew Moray seregét Stirlingnél. Moray elindított egy másik felkelést és az egyesített erők Stirlingnél gyűltek össze, hogy csatát vívjanak az angolokkal.

## A stirlingi hídi csata

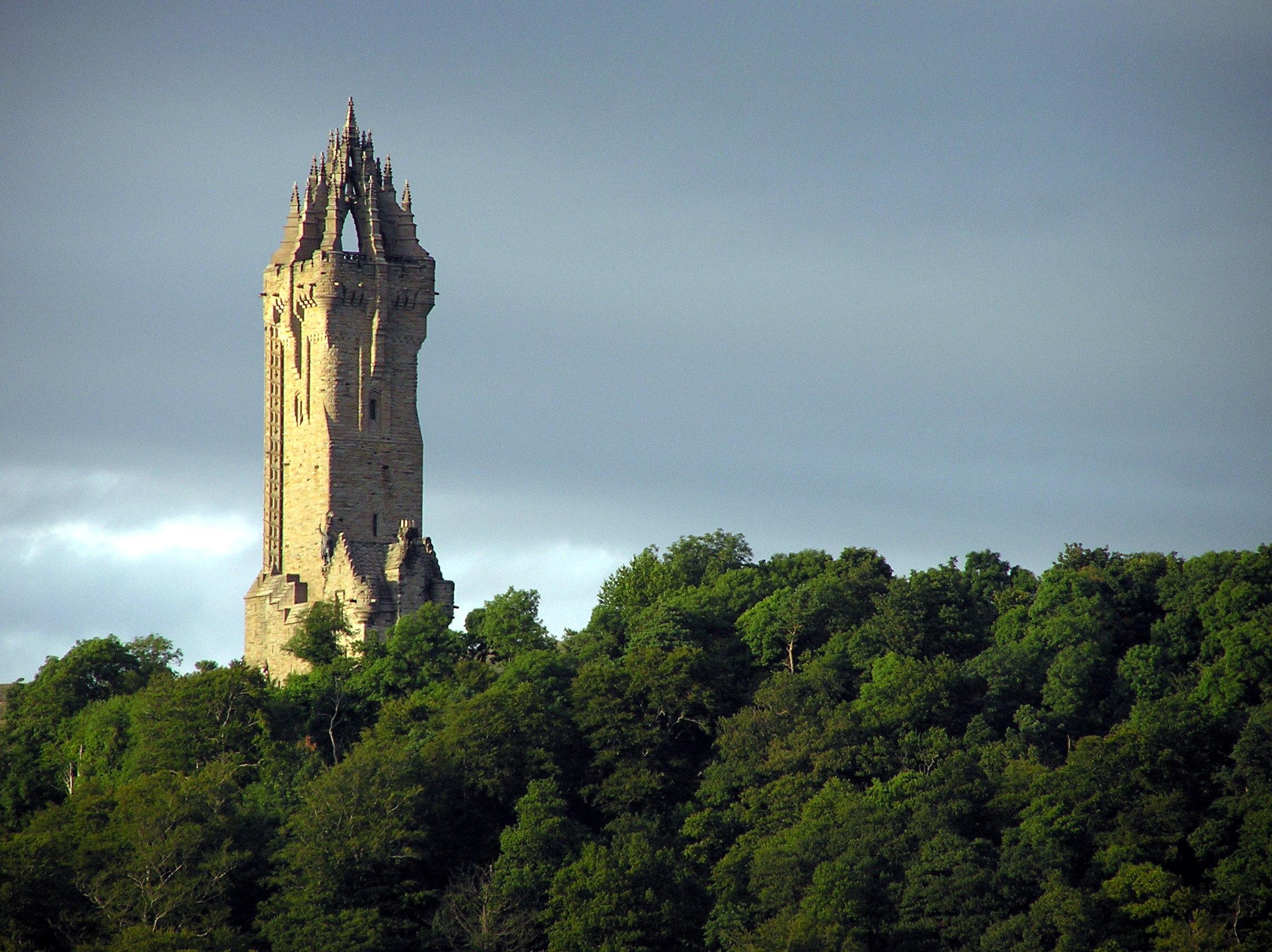
A William Wallace-emlékmű (1869) a stirlingi vár mellett. Itt volt a stirlingi hídi csata: Wallace csak az angol előőrsöt kötötte le, ám önfeláldozásával fős haderőt futamítottak meg

1297. szeptember 11-én Wallace győzelmet aratott a stirlingi hídi csatában. Habár jelentős túlerőben voltak, a skót hadak Andrew Moray (elsőszülött lévén kiemelkedő nemes) vezetésével és Wallace-szal, a kapitány személyében, megfutamították az angol sereget. Surrey grófjának 300 lovasból és 10 000 gyalogosból álló kipróbált serege katasztrofális vereséget szenvedett, amikor megpróbált átkelni a folyó északi partjára. A híd íjászai megakadályozták, hogy sok katona együtt keljen át a hídon (valószínűleg három ember állt egymás mellett). Így, amíg az angol katonák átkeltek, a skótok visszavonultak addig, amíg a sereg fele átkelt, majd ahogy átértek, lemészárolták őket, amilyen gyorsan csak lehetett. 
A döntő csapást Hamish Cambell vezette, Wallace régi barátja és egyik kapitánya. Az angol katonák elkezdtek visszavonulni, ám a többiek előre tolták őket, a hatalmas súly alatt a híd összeomlott és sokan vízbe fulladtak. Nem tudván az angol seregben keletkezett zűrzavarról, a skót hadsereg egy része átkelt a folyó felső szakaszán. Az angolok a folyó két ellentétes partján oszlottak el és a két skót sereg az angol had mindkét felét a folyó felé szorította. A skótok fölényes győzelmet arattak és mérhetetlenül nagy önbizalom támadt bennük. Hugh Cressingham, Eduárd skóciai kincstárnoka a harcban elesett. Moray három hónappal a stirlingi hídi csatát követően belehalt az ott szerzett sebesülésébe.
Miután visszatért a stirlingi hídi csatából, Robert the Bruce lovaggá ütötte és kinevezte Wallace-t a „Skót királyság védelmezőjévé és hadseregének vezetőjévé”, innentől fogva Sir William Wallace-nak hívták. Címének jogossága vitatott, mivel Robert the Bruce nem volt hivatalosan Skócia királya.

## A falkirki csata
Egy évvel később a hadi tanácskozások a falkirki csatába torkolltak. 1298. április 1-jén az angolok megszállták Skóciát Roxburgh-nál. Kifosztották Lothiant és visszaszereztek néhány kastélyt, ám hibáztak, amikor kihívták maguk ellen Wallacet. A skótok a felperzselt föld taktikáját alkalmazták, az angolok harci kedve megbomlott és az élelemből is kifogyóban voltak, ám Eduárd Wallace utáni kutatása véget ért Falkirknél. 
Wallace lándzsásait négy „schiltron” osztagra osztotta – ez egy sündisznó formáció, melyet facölöpökből készült védőfal vett körbe. Az angolok túlerőben voltak; először a lovassággal támadtak a skót íjászokon. A skót lovagok menekültek és Eduárd emberei elkezdték támadni a schiltronokat. Nem világos, hogy a gyalogság négyszögű dárdákat, nyílvesszőket és köveket hajított-e a lándzsásokra, biztosítva a döntő tényezőt, vagy a lovasság támadott hátulról.
Ekképpen a schiltronokon hamarosan rés keletkezett és az angolok ezeket használták, hogy letörjék a maradék ellenállást. A skótok sok embert veszítettek, de Wallace megmenekült. Ám büszkesége és katonai hírneve csúnyán megromlott. Egyetlen adósságát visszafizetve, menekülése alatt Wallace megkereste és megölte Brian de Jayt, az angol templomosok vezetőjét, egy bozótosban, Callander környékén.
1298 szeptemberében Wallace úgy döntött, hogy lemond a Skócia védelmezője címről Robert Bruce, Carrick grófjának és badenochi John Comyn, az exkirály, John Balliol sógorának javára. Bruce békét kötött Eduárd királlyal, 1302-ben, míg Wallace durván visszautasította a békejobbot. Kis időt töltött Franciaországban, feltehetően diplomáciai küldetésben, ám a valódi ok ismeretlen.

## Wallace elfogása és kivégzése
Sir Williamet egészen 1305. augusztus 5-ig nem tudták elfogni, amikor is Sir John de Menteith, egy Eduárd-párti skót lovag angol katonák kezére juttatta, Robroystounnál, Glasgow közelében. Wallace-t Londonba vitték és felségárulás vádjával bíróság elé állították a Westminster Hallban, ahol tölgyfaágból font füzérrel koronázták meg, annak jeleként, hogy a törvényen kívüliek királya volt. A vádra a következőképpen válaszolt: „Nem árulhattam el Eduárdot, mivel soha nem voltam az alattvalója.” Az eseményektől magát távol tartó John Balliol volt a törvényes királya; azonban Wallace-t bűnösnek nyilvánították. 
1305. augusztus 23-án a tárgyalást követő ítélet után kivitték a tárgyalóteremből, meztelenre vetkőztették és egy ló farkához kötözve a smithfieldi piactéren vonszolva addig fojtogatták, amíg már majdnem meghalt, ezután megcsonkították, megnyúzták és felnégyelték, majd lefejezték. Fejét a London Bridge-re tűzték fel, ahová később testvére, John és Sir Simon Fraser feje is került. Végtagjait különböző helyeken függesztették ki: az egyiket Newcastle-ben, a másikat Berwickben, a harmadikat Stirlingben és a negyediket a skóciai Perthben.
Az utódok emléktáblát szegeztek Smithfieldben, Wallace kivégzési helyének közelében a St. Bartholomew's Hospital falára. Skót hazafiak és más érdeklődők gyakran ellátogatnak erre a helyre és virágokat helyeznek el.
A kardot, amely feltehetően Wallace-é volt, sok éven át a Dumbarton kastélyban állították ki, most a Stirling közelében álló Wallace National Monumentben őrzik. Azonban a kardon szakértők által végzett vizsgálatok kimutatták, hogy stílusjegyei egy Wallace koránál több száz évvel későbbi periódusra jellemezőek.

## Wallace az irodalom és film világában

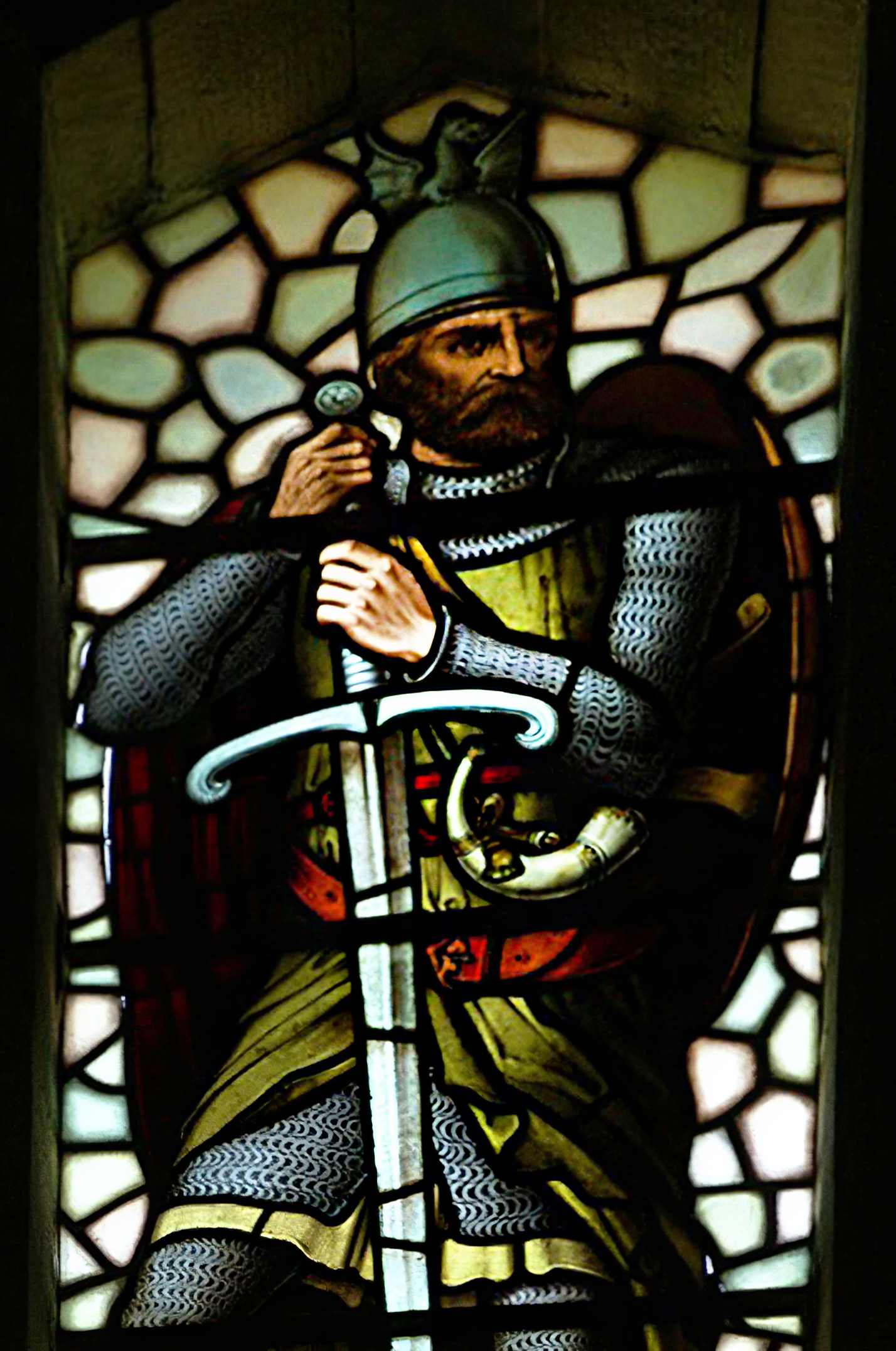
William Wallace monumentális ólomüveg ablakon Skóciában

Wallace-ról igen kevés átfogó és történelmileg pontos adatot írtak le. Sok történetet a 15. századi vándorénekes, Blind Harry epikájából, a The Acts and Deeds of Sir William Wallace, Knight of Elderslie (Sir William Wallace, Elderslie lovagjának tettei és cselekedetei) című művéből ismerünk, 1470 tájáról.
A történészek vitatják Blind Harry történetének egyes részleteit, vagy elvetik az egész alkotást. Blind Harry Barns of Ayr (Ayr pajtái) című verse például leírja azt az incidenst, amikor háromszázhatvan skót nemest, Wallace nagybátyja, Sir Ranald Crawford vezetésével, találkozóra hívtak az angolok. Amikor átmentek a szűk bejáraton, kötelet akasztottak a nyakukba és fellógatták őket. Tény, hogy ez az eset nem történt meg. Blind Harry hibásan olvasott egy sort egy korábbi, Robert the Bruce-ról szóló versben, mely úgy szól, hogy bizonyos skót nemeseket fellógattak „in ar” (helyesen: „egy vidéki bíróság által”). Az eset azonban megjelenik A rettenthetetlen című filmben.
A 19. század elején Sir Walter Scott írt Wallace-ról a William Wallace, „Skócia hősének” hőstettei és halála című művében, és Jane Porter írásba foglalta a Wallace-legenda egy romantikus változatát a The Scottish Chiefs (A skót vezérek) című műben 1810-ben.
A híres történész, G. A. Henty In Freedom's Cause (A szabadság ügye) című regénye 1885-ben jelent meg. Henty úgy írta meg William Wallace, Robert the Bruce, The Black Douglas és mások életrajzát, hogy összehozta azt a történettudománnyal.
Nigel Tranter, a The Wallace című, 1975-ben kiadott mű írója ezt, az akadémikusok szerint még pontosabban írja le, mint irodalmi elődjei.
William Wallace életét talán legpontosabban bemutató mű az 1995-ös film, az A rettenthetetlen, Mel Gibson rendezésében és főszereplésével, és amelyet Randall Wallace írt. A filmet számottevő történelmi pontatlanságai miatt kifogásolták, ám a kereskedelemben és kritikailag sikeres lett, öt Oscar-díjat nyert.

## Wallace kivégzésének 700. évfordulója
2005-ben, Wallace kivégzésének 700. évfordulóján saját kardja lett egy New York-i kiállítás legnagyobb szenzációja a Tartan-hét alkalmából tartott ünnepségsorozaton. Ez jelöli az első időszakot, amikor a 16,2 font (7,3 kg) tömegű és öt láb, négy hüvelyk (163 cm) hosszúságú kardot kivitték Skóciából.
Szimbolikus temetést tartottak Wallace kivégzésének helyszínén, Smithfieldben, Londonban egy üres koporsóval. Amíg 300 néző bejutott, addig 900 ember sikertelenül próbált jegyet kapni az eseményre.

## Bibliográfia
- Clater-Roszak, Christine. "Sir William Wallace ignited a flame." Military History 14 (1997): 12–15.
- Fisher, Andrew. William Wallace. Edinburgh: Birlinn, 2002. ISBN 0-85976-557-1.
- Folklore, Myths and Legends of Britain. London: The Reader’s Digest Association, 1973, 519-20.
- Harris, Nathaniel. Heritage of Scotland: A Cultural History of Scotland & Its People. London: Hamlyn, 2000. ISBN 0-600-59834-9.
- MacKay, James A. William Wallace: Brave Heart. Mainstream: 1996. ISBN 1-85158-823-X.
- MacLean, Fitzroy. Scotland: A Concise History. London: Thames & Hudson, 1997. ISBN 0-500-27706-0.
- Morton, Graeme. William Wallace. London: Sutton, 2004. ISBN 0-7509-3523-5.
- Reese, Peter. William Wallace: A Biography. Edinburgh: Canongate, 1998. ISBN 0-86241-607-8.
- Ross, David R. On the Trail of William Wallace. Edinburgh: Luath, 1999. ISBN 0-946487-47-2.
- Scott, Sir Walter. "Exploits and death of William Wallace, the 'Hero of Scotland'."
- Stead, Michael J. és Alan Young. In the Footsteps of William Wallace. London: Sutton, 2002.
- Tranter, Nigel. The Wallace. London: Trafalgar Square, 1996. ISBN 0-340-21237-3. [legújabb] eredeti 1975., Hodder and Stoughton ?ISBN, általánosan ismert kiadás a Coronet, 1989., ISBN 0-340-21237-3.
- Wallace, Margaret. William Wallace: Champion of Scotland. Musselborough: Goblinshead, 1999. ISBN 1-899874-19-4.